# Brugda
Brugda är en bergstopp i Antarktis. Den ligger i Östantarktis. Norge gör anspråk på området. Toppen på Brugda är 1 818 meter över havet.
Terrängen runt Brugda är varierad. Trakten är glest befolkad. Närmaste befolkade plats är Troll research station, 11,7 kilometer nordväst om Brugda. 